# Suriya Prasathinphimai
Suriya Prasathinphimai (in thai: สุริยา ปราสาทหินพิมาย; 2 aprile 1980) è un ex pugile thailandese.

## Palmarès

### Olimpiadi
- 1 medaglia:
  - 1 bronzo (Atene 2004 nei pesi medi)

### Giochi asiatici
- 1 medaglia:
  - 1 argento (Busan 2002 nei pesi medio-leggeri)

### Campionati asiatici
- 1 medaglia:
  - 1 bronzo (Ulan Bator 2007 nei pesi medi)